# Afikoman
Afikoman (auch Afikomon, aus aramäisch Afiko und Kamen = „vor uns herausziehen“) ist ein bestimmter Teil der am Seder von Juden gegessenen Matze. Er wird während des Mahls beiseitegeschafft bzw. versteckt, um als Nachspeise nach dem eigentlichen Mahl vor dem Dankgebet für die Speisen gegessen zu werden.
Früher war es üblich, nach der Mahlzeit die Tische aus dem Zimmer zu tragen, auf denen die Speisen standen, stattdessen wurden Tabletts mit Gebäck als Nachtisch hereingetragen. Zur Zeit des Jerusalemer Tempels wurde etwas vom Pessachopfer gegessen, und der vorgeschriebene Nachtisch waren mindestens 25 Gramm des Opferlamms, damit der Pessachgeschmack im Munde zurückblieb.
Heute, da das Gebot, vom Pessachopfer zu essen, nicht mehr in Kraft ist, blieb als einziges Gebot aus der Tora das Essen von Matze. Die Matze ist deshalb die letzte Speise, die man am Sederabend kurz vor dem Segensspruch über die Speisen isst. Deshalb wird sie als Afikoman bezeichnet. 
Die Prozedur des „Wiederauffindens“ des Afikomans oder des Versteckens der anderen Hälfte der Matze ist auch ein willkommener Spaß für die am Seder teilnehmenden Kinder und dient dazu, sie länger wach zu halten. Das Kind, das das Afikoman findet, wird mit einem kleinen Geschenk belohnt.

## Einzelnachweis
1. ↑  Konstantin Schuchardt: Afikoman. 18. April 2016, abgerufen am 22. April 2020.